# Силиштеа (Прахова)
Силиштеа (рум. Siliștea) насеље је у Румунији у округу Прахова у општини Татару. Oпштина се налази на надморској висини од 384 m.

## Становништво
Према подацима из 2002. године у насељу је живело 345 становника, од којих су сви румунске националности.